# Jászalsószentgyörgy
Jászalsószentgyörgy är en ort i Ungern.   Den ligger i provinsen Jász-Nagykun-Szolnok, i den centrala delen av landet, 80 km öster om huvudstaden Budapest. Jászalsószentgyörgy ligger 87 meter över havet och antalet invånare är 3 777.
Terrängen runt Jászalsószentgyörgy är mycket platt. Runt Jászalsószentgyörgy är det ganska tätbefolkat, med 65 invånare per kvadratkilometer. Närmaste större samhälle är Jászapáti, 17,1 km norr om Jászalsószentgyörgy. Trakten runt Jászalsószentgyörgy består till största delen av jordbruksmark.